# Guy Mongrain
Guy Mongrain (né le 21 avril 1953 à Shawinigan, Québec, Canada) est un journaliste et un animateur de télévision québécois. Il est surtout connu pour avoir animé Salut Bonjour ainsi que plusieurs jeux télévisés à TVA.

## Biographie
Guy Mongrain affirme se passionner de télévision dès son tout jeune âge. Il suit avec intérêt les émissions jeunesse Le Pirate Maboule et Degrassi. Il commence sa carrière médiatique en 1977 comme présentateur de nouvelles à la radio.
Mongrain fait ses premières armes à la télévision en 1981 en contribuant à plusieurs émissions de télévisions telles Midi Soleil, Bonjour matin et Samedi magazine.
En 1987, il anime pour la première fois un jeu télévisé, Québec à la carte, un quiz relié au tourisme au Québec. Il anime par la suite le jeu télévisé Charivari de 1987 à 1992 et Fort Boyard de 1994 à 2001. Il anime la populaire émission La Poule aux œufs d'or de 1993 à 2018.
De 1991 à 2004, il anime l'émission matinale de variétés Salut Bonjour.
Au cours de sa carrière, il réalise plusieurs publicités pour des entreprises telles VR St-Cyr (2013).
En juin 2018, après 25 ans de loyaux services, il annonce qu'il quitte l'animation de La Poule aux œufs d'or pour y prendre sa retraite à la fin de la saison.

## Porte-parole de l'AMF
En 2009, Guy Mongrain est nommé porte-parole par l'Autorité des marchés financiers du Québec afin de livrer un message de prévention aux investisseurs et inviter ces derniers à être prudents avant de confier la gestion de leurs économies. Mongrain affirme avoir été victime de fraude au début des années 1990. À cette époque, son courtier, Jean-Claude Cusson, lui a volé 300 000 dollars canadiens.